# Redirecionamento de portas
Port forwarding, ou, em Português, redirecionamento de portas, é o ato de direcionar uma porta da rede (network port) de um nó de rede para outro. Esta técnica pode permitir que um usuário alcance uma porta em um endereço de IP privado (como o de uma LAN) mesmo estando fora dessa rede, através de um roteador com NAT habilitado. Desta forma é possível disponibilizar na rede pública serviços internos, minimizando as probabilidades de compromisso das máquinas internas.
Considere-se o exemplo:
cliente → firewall:110 → maquinaemail:110
Neste caso, embora o firewall não disponha do serviço de POP3 (porta 110), irá redireccionar todas as ligações desse serviços para a máquina maquinaemail

## Em Linux
Em Linux, utilizando o iptables, é possível redireccionar as portas da seguinte maneira:
```
iptables -A PREROUTING -t nat -p tcp --dport 
portaexterna
 -i 
interface
 -j DNAT --to 
maquinainterna
:
portainterna
```

Para o exemplo do POP3, admitindo que a interface de rede da rede pública seria a eth0, seria:
```
iptables -A PREROUTING -t nat -p tcp --dport 110 -i eth0 -j DNAT --to servidor-pop3:110
```